# Sony Xperia tipo
Sony Xperia tipo (модельний номер — ST21a, інші назви — Sony Tapioca, Sony ST21i) — смартфон із серії Sony Xperia, розроблений компанією Sony, анонсований 13 червня 2012 року.

## Характеристики смартфону

### Апаратне забезпечення
Смартфон працює на базі одноядерного процесора Qualcomm Snapdragon S1 (MSM7225A), що працює із тактовою частотою 800 МГц (архітектура ARMv5), 512 МБ оперативної пам’яті і використовує графічний процесор Adreno 200 для обробки графіки. Пристрій також має внутрішню пам’ять об’ємом 4 ГБ (користувачеві доступно 2,5 ГБ), із можливістю розширення карткою microSD до 32 ГБ. Апарат оснащений 3,2 дюймовим (81,28 мм відповідно) екраном із розширенням 320 x 480 пікселів, з щільністю пікселів 180 ppi, що виконаний за технологією TFT. В апарат вбудовано 3,15-мегапіксельну основну камеру, яка спроможна на якість, рівня VGA, фронтальна камера відсутня. Дані передаються через роз'єм micro-USB. Щодо наявності бездротових модулів Wi-Fi (802.11b/g/n), Bluetooth 2.1, вбудована антена стандарту GPS. Весь апарат працює від Li-ion акумулятора ємністю 1500 мА·г, що може пропрацювати у режимі очікування 470 годин (19,6 дня), у режимі розмови — 5 годин, і важить 99 грам.

### Програмне забезпечення
Смартфон Sony Xperia tipo постачався з встановленою Android 4.0.4 «Ice Cream Sandwich», з інтерфейсом користувача Timescape. Оновлення до наступних версій Android, смартфон не получив. Програмне забезпечення також включає технологію аудіофільтрів Sony xLOUD для кращої якості музики та має FM стерео радіо з RDS. Подібно до Xperia miro, телефон підтримує 3D і Motion gaming і підключений до Sony Entertainment Network, що дозволяє користувачам отримувати доступ до Music & Video Unlimited.

## Критика
Ресурс PhoneArena поставив апарату 7 із 10 балів, сказавши, що «Sony Xperia tipo є дуже пристойним представником Android'ів початкового рівня». До плюсів зараховано якість дзвінків, звучання, до мінусів —камера («якість нижча, ніж заявлено»).

### Відео
- Огляд Sony Xperia tipo від PhoneArena (англ.)
- Детальний огляд Sony Xperia tipo [Архівовано 26 березня 2013 у Wayback Machine.] від geekyranjit (англ.)

### Огляди
- Деніель П. Sony Xperia tipo [Архівовано 7 травня 2013 у Wayback Machine.] на сайті PhoneArena (англ.)
- Джеймс Роджерсон. Огляд Sony Xperia Tipo [Архівовано 30 березня 2013 у Wayback Machine.] на сайті TechRadar (англ.)
- Наташа Ломас. Огляд Sony Xperia Tipo [Архівовано 17 березня 2013 у Wayback Machine.] на сайті CNET UK (англ.)

## Sony Xperia tipo dual
Також було випущено варіант Sony Xperia tipo, що підтримує 2 SIM-картки, і називається Sony Xperia tipo dual. Одночасно використовується лише одна SIM-карта; для перемикання між ними використовується апаратна кнопка на правій стороні пристрою. Проте Xperia tipo dual доступний лише в чорному та сріблястому кольорах, а не в чорному, сріблястому, червоному та синьому. Решта характеристики подібні. 